# Eupanacra angulata
Eupanacra angulata là một loài bướm đêm thuộc họ Sphingidae. Nó được tìm thấy ở Sumatra.
Phía trên cánh trước màu nâu với rìa nâu đậm hơn.